# Муравейка (станция)
Муравейка — промежуточная железнодорожная станция 5-го класса Киевской дирекции Юго-Западной железной дороги на линии Чернигов—Нежин, расположенная в селе Вершинова Муравейка.

## История
Станция была открыта в 1893 году в составе ж/д линии Нежин—Чернигов. Осуществлялись приём и выдача багажа и продажа билетов на поезда местного и дальнего следования, приём и выдача грузов повагонными отправками открытого хранения на местах общего пользования, приём и выдача грузов на подъездных путях. 

## Общие сведения
Станция представлена одной боковой и одной островной платформами. Имеет 3 пути. Есть здание вокзала. 

## Пассажирское сообщение
Ежедневно станция принимает пригородные поезда сообщения Чернигов—Нежин. 